# 佐竹義利
佐竹 義利（さたけ よしとし、1904年10月2日 - 1989年1月19日）は、日本の実業家・華族（男爵）。東洋製作所社長。

## 来歴・人物
佐竹東家（旧出羽秋田藩主・佐竹氏の分家）第23代当主・佐竹義準男爵の長男として東京府（現・東京都）に生まれた。1924年、父の死に伴い家督を継ぎ、男爵を襲爵。
東京高等師範学校附属中学校、旧制水戸高等学校を経て、1930年に東京帝国大学工学部航空工学科を卒業し、三菱航空機名古屋製作所に入社した。就職先に三菱系の企業を選んだのは妹の操子が三菱財閥の創業者一族・岩崎彦弥太に嫁いでいることが関係していたと考えられている。三菱重工業、東洋機器製作所勤務を経て東洋製作所の社長に就任。その後同社会長を務めた。

## 系譜・家族
父母
- 父：佐竹義準
- 母：成子（伊達邦成の娘）

兄弟姉妹
- 長女：高子（泉高勅夫人）
泉は三井高寛の次男、「三井十一家」の一つ伊皿子家出身。
- 長男：義利
- 次女：良子（松平学義夫人、離別後谷安正夫人）
- 三女：操子（岩崎彦弥太夫人）
彦弥太は三菱本社副社長を務めた。三菱財閥の3代目総帥岩崎久弥の長男で、三菱の創始者岩崎弥太郎の嫡孫にあたる。

配偶
- 厚（あつ）
天文学者・平山信の三女[2]。

子女
- 義利・厚夫妻は2女をもうけた。

義兄弟
- 義兄：平山嵩
嵩は建築家。平山信の次男で義利の妻・厚の次兄にあたる[2]。
- 義兄：坪井誠太郎
誠太郎は地質学者・鉱物学者。妻・百合は平山信の長女で義利の妻・厚の長姉[2]。
- 義兄：正田建次郎
建次郎は数学者。先妻・多美は平山信の次女で義利の妻・厚の次姉[2]。
- 義弟：川上寿一
川上は日本国有鉄道常務理事・日本電設工業社長・東京電気保全社長等を歴任した国鉄の技術者。妻・千枝は平山信の四女で義利の妻・厚の妹。

甥・義甥
- 甥：岩崎寛弥
寛弥は三菱銀行取締役・東山農事（小岩井農牧の親会社）社長を歴任した実業家。義利の妹・操子とその夫・岩崎彦弥太の長男[2]。
- 義甥：坪井正道
正道は化学者。義利の妻・厚の長姉・百合とその夫・坪井誠太郎の長男[2]。
- 義甥：正田彬
彬は法学者。義利の妻・厚の次姉・多美とその夫・正田建次郎の長男[2]。

その他の係累
- 義利の義父・平山信の弟子に萩原雄祐がいるが[3]、萩原家も深井家（萩原夫人の実家）・小坂家（信州の地方財閥）を通じて三井十一家の1つである本村町家と縁続きになるので、平山・萩原の師弟はそろって三井財閥の創業者一族・三井家と姻戚関係で結ばれているといえる[4]。